# Basananthe hanningtoniana
Basananthe hanningtoniana je biljka iz porodice Passifloraceae, roda Basananthe. Sinonim za ovu biljku Tryphostemma hanningtonianum Mast..
Raste u južnoj Africi i Tanzaniji, u predjelima Iringa, Ludewa, Mufindi, Morogoro, Kilosa, Ulanga, Mwanza, Magu, Pwani, Rufiji, Tanga i Muheza.

## Vanjske poveznice
- Basananthe na Germplasm Resources Information Network (GRIN)  Arhivirana inačica izvorne stranice od 5. svibnja 2009. (Wayback Machine), SAD-ov odjel za poljodjelstvo, služba za poljodjelska istraživanja.